# Nirvana
|  | Per a altres significats, vegeu «Nirvana (desambiguació)». |

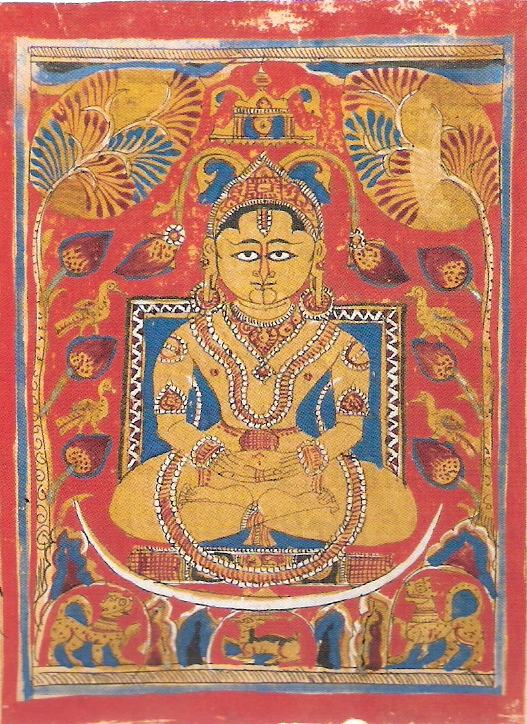
Imatge del nirvana de Mahavira procedent del Kalpasutra.

Nirvana és una paraula del sànscrit (निर्वाण) procedent del pali (निब्बान, Nibbāna) que literalment significa "extinció", 'nir' = sense, 'vana' = fusta. A les religions i filosofies orientals, sobretot al budisme, descriu l'estat espiritual lliure de contaminants de la ment (kilesa) com la luxúria, la por o l'ànsia. Depenent de cada context religiós, el nirvana té diferents implicacions. Al budisme vol dir quietud, serenitat i pau. Es diu que qui arriba al nirvana és com un foc que ha acabat la llenya. Aquesta llenya seria la falsa idea del jo, que causa (i és causada per) el desig, la necessitat, la consciència, el naixement, la mort, la cobdícia, l'odi, la confusió, la ignorància.
Sidharta Gautama va redefinir la consecució del nirvana present en l'hinduisme mitjançant un procés de meditació en el qual s'analitza el cos i la ment com a mancats d'una individualitat intrínseca.
Els jaines celebren el Divali com el dia en què Mahavira va aconseguir el seu nirvana. El Kalpasutra narra detalladament el nirvana de Mahavira.